# Guimaëc
Guimaëc is een gemeente in het Franse departement Finistère, in de regio Bretagne. De plaats maakt deel uit van het arrondissement Morlaix. Guimaëc telde op 1 januari 2022 966 inwoners.

## Geografie
De oppervlakte van Guimaëc bedroeg op 1 januari 2022 18,73 vierkante kilometer; de bevolkingsdichtheid was toen 51,6 inwoners per km².

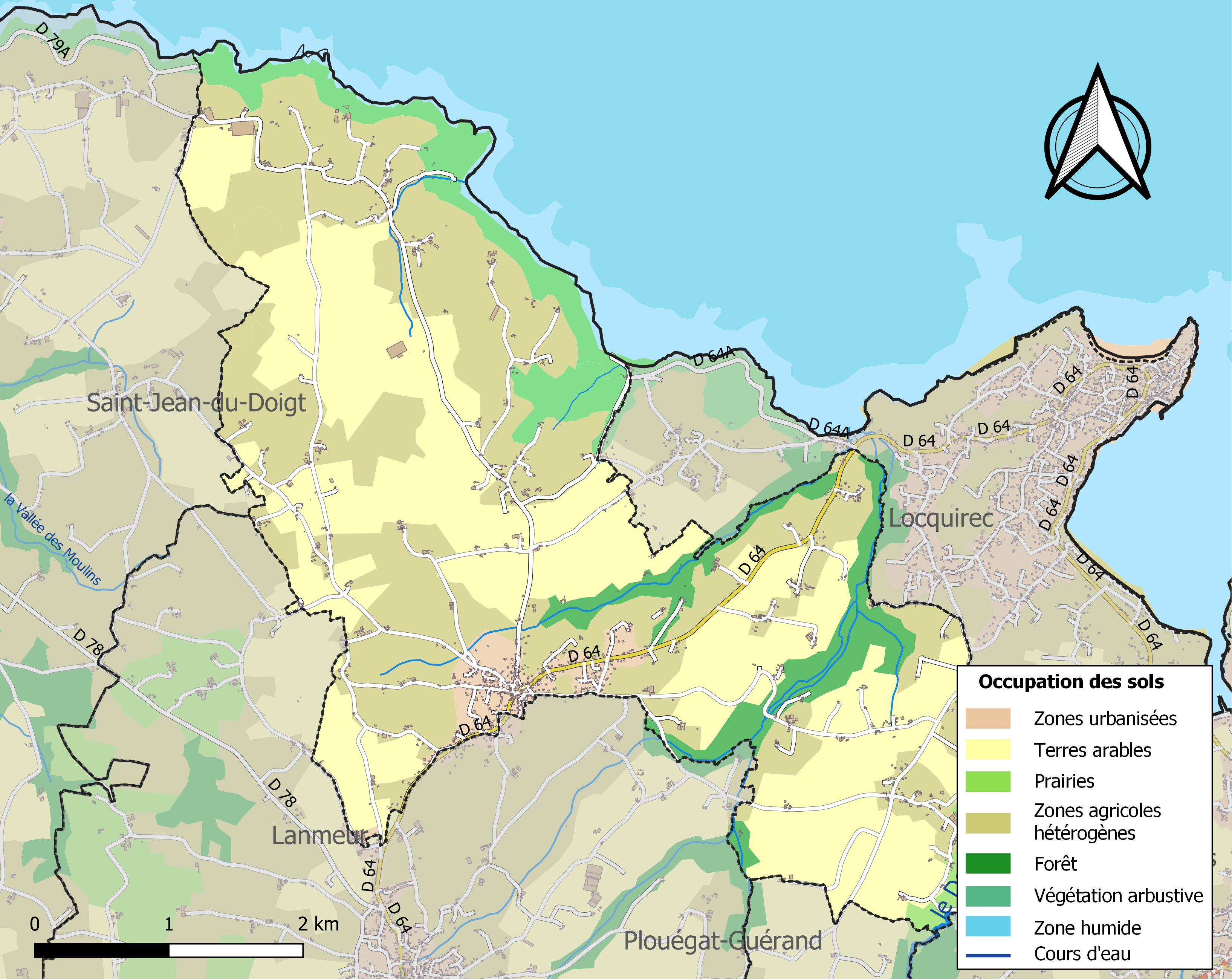
Kaart van de gemeente met belangrijkste infrastructuur, bodemgebruik en omliggende gemeenten

## Demografie
Onderstaande figuur toont het verloop van het inwonertal (bron: INSEE-tellingen).